# Шарлес Діаз де Олівейра
Шарлес Діаз де Олівейра (порт. Charles Dias de Oliveira, нар. 4 квітня 1984, Белен) — бразильський футболіст, нападник клубу «Ейбар».
Виступав, зокрема, за клуби «Фейренсі», «Сельта Віго» та «Малага».

## Ігрова кар'єра
У дорослому футболі дебютував 2001 року виступами за команду клубу «Фейренсі», в якій провів три сезони, взявши участь у 50 матчах чемпіонату. 
Згодом з 2004 по 2013 рік грав у складі команд клубів «Понтеведра», «2 травня», «Кордова» та «Альмерія».
Своєю грою за останню команду привернув увагу представників тренерського штабу клубу «Сельта Віго», до складу якого приєднався 2013 року. Відіграв за клуб з Віго наступні два сезони своєї ігрової кар'єри. Більшість часу, проведеного у складі «Сельти», був основним гравцем атакувальної ланки команди.
2015 року уклав контракт з клубом «Малага», у складі якого провів наступні два роки своєї кар'єри гравця.  Граючи у складі «Малаги» також здебільшого виходив на поле в основному складі команди.
До складу клубу «Ейбар» приєднався 2017 року. Станом на 25 травня 2019 року відіграв за клуб з Ейбара 64 матчі в національному чемпіонаті.

## Статистика виступів

### Статистика клубних виступів
| Сезон                  | Команда                | Чемпіонат              | Чемпіонат | Чемпіонат | Національний кубок | Національний кубок | Національний кубок | Континентальні кубки | Континентальні кубки | Континентальні кубки | Інші змагання | Інші змагання | Інші змагання | Усього | Усього |
| Сезон                  | Команда                | Ліга                   | Ігор      | Голів     | Ліга               | Ігор               | Голів              | Ліга                 | Ігор                 | Голів                | Ліга          | Ігор          | Голів         | Ігор   | Голів  |
| ---------------------- | ---------------------- | ---------------------- | --------- | --------- | ------------------ | ------------------ | ------------------ | -------------------- | -------------------- | -------------------- | ------------- | ------------- | ------------- | ------ | ------ |
| 2004–05                | «Понтеведра»           | СД                     | 33        | 6         | КІ                 | 2                  | 1                  | -                    | -                    | -                    | -             | -             | -             | 35     | 7      |
| 2005–06                | «Понтеведра»           | СДБ                    | 36+2      | 13+0      | КІ                 | 1                  | 0                  | -                    | -                    | -                    | -             | -             | -             | 39     | 13     |
| 2006-2007              | «Понтеведра»           | СДБ                    | 33        | 9         | КІ                 | 1                  | 0                  | -                    | -                    | -                    | -             | -             | -             | 34     | 9      |
| 2007                   | «2 травня»             | ПД                     | 13        | 1         | -                  | -                  | -                  | -                    | -                    | -                    | -             | -             | -             | 13     | 1      |
| 2007–08                | «Понтеведра»           | СДБ                    | 16+2      | 4+0       | КІ                 | 2                  | 0                  | -                    | -                    | -                    | -             | -             | -             | 20     | 4      |
| 2008–09                | «Понтеведра»           | СДБ                    | 26        | 9         | КІ                 | 0                  | 0                  | -                    | -                    | -                    | -             | -             | -             | 26     | 9      |
| 2009–10                | «Понтеведра»           | СДБ                    | 35+3      | 15+0      | -                  | -                  | -                  | -                    | -                    | -                    | -             | -             | -             | 38     | 15     |
| Усього за «Понтеведра» | Усього за «Понтеведра» | Усього за «Понтеведра» | 186       | 56        |                    | 6                  | 1                  |                      | -                    | -                    |               | -             | -             | 192    | 57     |
| 2010–11                | «Кордова»              | СД                     | 36        | 15        | КІ                 | 3                  | 0                  | -                    | -                    | -                    | -             | -             | -             | 39     | 15     |
| 2011–12                | «Кордова»              | СД                     | 30+2      | 7+0       | КІ                 | 3                  | 1                  | -                    | -                    | -                    | -             | -             | -             | 35     | 8      |
| Усього за «Кордова»    | Усього за «Кордова»    | Усього за «Кордова»    | 68        | 22        |                    | 6                  | 1                  | -                    | -                    |                      | -             | -             |               | 74     | 23     |
| 2012–13                | «Альмерія»             | СД                     | 40+4      | 27+5      | КІ                 | 3                  | 0                  | -                    | -                    | -                    | -             | -             | -             | 47     | 32     |
| 2013–14                | Сельта Віго            | ПД                     | 30        | 12        | КІ                 | 1                  | 0                  | -                    | -                    | -                    | -             | -             | -             | 31     | 12     |
| 2014–15                | Сельта Віго            | ПД                     | 28        | 3         | КІ                 | 3                  | 1                  | -                    | -                    | -                    | -             | -             | -             | 31     | 4      |
| 2015–16                | «Малага»               | ПД                     | 35        | 12        | КІ                 | 0                  | 0                  | -                    | -                    | -                    | -             | -             | -             | 35     | 12     |
| 2016–17                | «Малага»               | ПД                     | 18        | 3         | КІ                 | 0                  | 0                  | -                    | -                    | -                    | -             | -             | -             | 18     | 3      |
| Усього за «Малага»     | Усього за «Малага»     | Усього за «Малага»     | 53        | 15        |                    | 0                  | 0                  | -                    | -                    |                      | -             | -             |               | 53     | 15     |
| 2017–18                | «Ейбар»                | ПД                     | 30        | 8         | КІ                 | 1                  | 0                  | -                    | -                    | -                    | -             | -             | -             | 31     | 8      |
| 2018–19                | «Ейбар»                | ПД                     | 33        | 14        | КІ                 | 2                  | 1                  | -                    | -                    | -                    | -             | -             | -             | 35     | 15     |
| Усього за «Ейбар»      | Усього за «Ейбар»      | Усього за «Ейбар»      | 64        | 22        |                    | 3                  | 1                  | -                    | -                    |                      | -             | -             |               | 67     | 23     |
| Усього за кар'єру      | Усього за кар'єру      | Усього за кар'єру      | 486       | 163       |                    | 22                 | 4                  |                      | -                    | -                    |               | -             | -             | 508    | 167    |